# Папаяни, Фёдор Алексеевич
Папая́ни Фёдор Алексе́евич (род. 7 сентября 1955 года, Черняховск, Калининградская область, РСФСР) — учёный, публицист, философ, общественный деятель.
Кандидат технических наук (1984), доцент Донецкого политехнического института. Директор НТЦ «Гидромеханизация» (1989—1994). Генеральный директор акционерного предприятия закрытого типа «Научно-производственное объединение „Хаймек“» (с 1994), г. Донецк.
Эксперт Изборского клуба (с 2015), сопредседатель (с 2016) Изборского клуба Новороссии и также академик Международной славянской академии (МСА). Член Русского собрания. С 2022 г. — постоянный член Изборского клуба.

## Биография

### Первые годы
Фёдор Папаяни родился 7 сентября 1955 года в городе Черняховске, Калининградской области в семье военнослужащего. В 1977 году закончил Донецкий политехнический институт по специальности «Автоматизированные системы управления». В 1980 году поступил в аспирантуру данного университета и в 1984 году защитил кандидатскую диссертацию на тему «Исследование и разработка системы управления шахтным гидротранспортом» в Московском горном институте. С 1985 году стал доцентом кафедры «Горная электротехника и автоматика». В 1988 году прошёл годичную научную стажировку в Чикаго в Иллинойском университете (США). В 1989 году занял пост директора НТЦ «Гидромеханизация», а с 1994 года по настоящее время является генеральным директором акционерного предприятия закрытого типа «Научно-производственное объединение „Хаймек“» (Донецк).

### Общественная деятельность
В 2015 году стал экспертом Изборского клуба, с 2016 года сопредседателем Изборского клуба Новороссии, а также академиком Международной славянской академии (МСА). С декабря 2020 г. по февраль 2022 г. — ведущий программы «Говорит Донбасс» на «Первом республиканском канале ДНР». С 2022 г. — постоянный член Изборского клуба.

### Научная деятельность
По технической специальности является соавтором трёх научных монографий, более 40 авторских свидетельств на изобретения, 50 статей, включая зарубежные издания, участвовал в 6 международных конференциях (США, Чехия, Польша).
С 2003 года занимается исследованиями в области философии в сфере вопросов мировоззрения и смысла жизни. С 2014 года — научными исследованиями в области идеологии. По этим направлениям является автором ряда книг, научных монографий, нескольких десятков статей, автором докладов на международных конференциях. В 2017—2018 гг. — докторант исторического факультета ДонНУ (г. Донецк).

## Награды
- Лауреат республиканской Премии Ленинского Комсомола в области науки и техники (1982)[1];

## Публикации

### Технические науки
1. Груба В. И., Папаяни Ф. А. и др. Основы управления гидроэнерготранспортными системами шахт., Донецк, Донбасс, 1993—225 с.
2. Папаяни Ф,А., Козыряций Л. Н. и др. Энциклопедия эрлифтов — М.:Информатик, 1995 . — 592 с.
3. Папаяни Ф. А., Трейнер Н. Б. и др. Центробежные насосы и трубопроводные сети в горной промышленности. Изд. 2-е, испр. и доп. — Донецк: ООО «Схiдний видавничий дiм», 2012, — 334 с.: ил.

### Гуманитарные науки
- Научные монографии:
  1. Папаяни Ф. А. Имперское будущее России / Противоборство идеологических проектов в России в XIX—XXI вв. / отв. ред. О. А. Платонов. — М.: «Институт русской цивилизации», 2019. — 560 с.
- Научные монографии, соавторство:
  1. Гражданское общество в эпоху тотальной глобализации: монография / научн. ред. И. И. Кальной, А. В. Горбань. — Симферополь: ИТ «АРИАЛ», 2011.- С. 129—147.
  2. Поколения в истории: ритмы духовности: монография / научн. ред. И. И. Кальной, А. В. Горбань. — Симферополь: ИТ «АРИАЛ», 2012. — С. 234—261.
  3. Интеллигенция: вчера и сегодня (сравнительный анализ): монография / научн.ред.: И. И. Кальной, А. В. Горбань.- Симферополь: ИТ «АРИАЛ», 2014.- С. 81-106. Идеология: pro et contra: монография / научн. ред. И. И. Кальной. — Симферополь: ИТ «АРИАЛ», 2015.- С.142-182.
  4. Идеология: поиски и находки: монография / научн.ред. И. И. Кальной. — М: Международный издательский центр «Этносоциум», 2015. — С. 344—389.
  5. «Вызов времени и ответы России: 1917—2017»: коллективная монография/ под научн. ред. И. И. Кального, — М.: ИНФРА-М, 2019. — 323 с. — (научная мысль), С.182-203.
  6. «Образование в России: поиск новой парадигмы»: монография / научн. ред. И. И. Кальной — Симферополь: «Салта», 2020.- 352с. — С. 248—260.
  7. Человек и его просвещение: идеи, проекты, практика: коллективная монография/ научн. ред. И. И. Кальной, — М.: ИНФРА-М, 2021. — С. 211—222. — (Научная мысль).

Публикации в рецензируемых научных изданиях:
1. Папаяни Ф. Интеллигенция как субъект нравственного закона // Учёные записки Таврического национального университета им. В. В. Вернадского. Серия «Философия. Социология». Том 21(60). — Симферополь, 2008. — № 3. — С. 86-94.
2. Папаяни Ф. Противостояние смысложизненных концепций // Учёные записки Таврического национального университета им. В. В. Вернадского. Серия «Философия. Культурология. Политология. Социология». Том 24(63). — Симферополь, 2011. — № 3-4. — С. 306—315.
3. Папаяни Ф. О формуле согласия для «красных» и «белых» // Журнал исторических, политологических и международных исследований. — Донецк, ДонНУ, 2016. — № 3(59). — С. 103—120.
4. Папаяни Ф. Анализ версий социализма периода ХIХ-ХХI вв. // Журнал исторических, политологических и международных исследований. — Донецк, ДонНУ, 2017. — № 1(60). — С. 131—153.
5. Папаяни Ф. Монархия: Перевёрнутая страница истории или неизбежная перспектива? // Журнал исторических, политологических и международных исследований. — Донецк, ДонНУ, 2017. — № 2(61). — С. 116—126
6. Папаяни Ф. К вопросу взаимосвязи истории и идеологии // Журнал исторических, политологических и международных исследований. — Донецк, ДонНУ, 2017. — № 3(62). — С. 145—163.
7. Папаяни Ф. А. Политические идеологии современного мира // Ученые записки Крымского федерального университета имени В. И. Вернадского. Философия. Политология. Культурология. Том 3(69). — 2017. — № 1. — С. 80-90.
8. Папаяни Ф. Обыкновенный либерализм и его грани // Журнал исторических, политологических и международных исследований. — Донецк, ДонНУ, 2017. — № 4(63). — С. 112—131.
9. Папаяни Ф. Четыре дискурса либерализма // Ученые записки Крымского федерального университета имени В. И. Вернадского. Философия, Политология, Культурология. Том 4(70). — 2018. — № 1. — С. 119—128.
10. Папаяни Ф. Современное прочтение уваровской триады // Ученые записки Крымского федерального университета имени В. И. Вернадского. Философия, Политология, Культурология. Том 4(70). — 2018. — № 2 — С. 26-37.
11. Папаяни Ф. О некоторых сторонах демократии// Ученые записки Крымского федерального университета имени В. И. Вернадского. Философия, Политология, Культурология. Том 4(70). — 2018. — № 3. — С. 127—136.
12. Никольский В. Н., Папаяни Ф. А. О типологии империй в аксиологическом контексте: историография проблемы // Журнал исторических, политологических и международных исследований. — Донецк, ДонНУ, 2018 — № 2 (65). — С. 111—120.
13. Папаяни Ф. А. К вопросу о взаимосвязи повседневности и мировоззрения // Журнал исторических, политологических и международных исследований. — Донецк, ДонНУ, 2018 — № 3 (66). — С. 116—118
14. 22. Папаяни Ф. К экспликации понятия «идеология» // Научные ведомости БелГУ. Серия: Философия. Социология. Право. — Том 43. −2018. — №.4. — С.653-659.
15. Папаяни Ф. Аксиологические и мировоззренческие основания социально-исторических исследований // Ученые записки Крымского федерального университета имени В. И. Вернадского. Философия, Политология, Культурология. Том 5 (71). — 2019. — № 1. — С. 66-73.

Дублирующие монографии:
1. 1917—2017: Россия в поисках будущего: монография / научн. ред. И. И. Кальной. — Симферополь: ИТ «Ариал», 2018. — 436 с., С. 268—292.
2. Папаяни Ф. А. Идеологическое противостояние в России. Монография. — М.: Международный издательский центр «Этносоциум», 2018. — 418 с.

### Публицистика
1. Папаяни Ф. А. Мировоззрение. — Донецк: «Донетчина», 2005. — 304 с.
2. Папаяни Ф. Смысл жизни. — Донецк: «Норд-Пресс», 2006. −164 с.
3. Папаяни Ф. Смысл жизни. — Донецк: «Норд-Пресс», 2008. — 384 с.
4. Папаяни Ф. К вопросу о смысле жизни восточных славян. Имперские, православные традиции и современность // Колеченков Н. Драматическая история моего времени. — М: «Издательская группа граница», 2012. — С. 382—396.
5. Папаяни Ф. Грани добра и зла // Вестник философии и социологии Курского государственного университета. № 1, 2012. С. 53-54.
6. Папаяни Ф. Смысл жизни. — М: «Библио-глобус», 2013. — 304 с.
7. Папаяни Ф. А. К вопросу идеологии Отчизны // Идеология Отечества. Сборник. — М: «Этносоциум», 2015. — 164 с.
8. Папаяни Ф. Запад как генератор антихристианский идей // Журнал Изборского клуба Новороссии «Новая земля». — Донецк, 2015. — № 7(10), — С. 36-39.
9. Папаяни Ф. Война имперских символов. Одноглавый орёл против двуглавого // Журнал Изборского клуба Новороссии «Новая земля». — Донецк, 2015. — № 10(13). — С. 25-30.
10. Папаяни Ф. К вопросу о смысле жизни русской нации // Журнал Изборского клуба Новороссии «Новая земля». — Донецк, 2016. — № 2(16). — С. 60-62.
11. Папаяни Ф. Империя погибла. Да здравствует империя! // Журнал Изборского клуба Новороссии «Новая земля». — Донецк, 2016. — № 4(18). — С. 27-32.
12. Папаяни Ф. Волки, овцы и западная партийная система // Журнал Изборского клуба Новороссии «Новая земля». — Донецк, 2016. — № 8(22). — С. 14-16.
13. Папаяни Ф. Идеологии нет? И не надо? // Журнал Изборского клуба Новороссии «Новая земля». — Донецк, 2016. — № 8(22). — С. 21-25.
14. Папаяни Ф. Олигархи как проблема // Журнал Изборского клуба Новороссии «Новая земля». — Донецк, 2016. — № 9(23). — С. 45-50.
15. Папаяни Ф. Метод бинарной дифференциации в идеологическом дискурсе // Журнал Изборского клуба Новороссии «Новая земля» Донецк, 2016. — № 10(24). — С. 47-57.
16. Папаяни Ф. 1917: Укус варана // Журнал Изборского клуба Новороссии «Новая земля». — Донецк, 2017. — № 1(26). — С. 25-26.
17. Папаяни Ф. «Традиция, империя, народность»: от исходной уваровской формулы до её современной адаптации // Журнал Изборского клуба Новороссии "Новая земля. — Донецк, 2017. — № 3(28). — С. 19-26.
18. Папаяни Ф. Монархия — мать порядка. Храни монархию, и монархия сохранит тебя // Журнал Изборского клуба Новороссии «Новая земля». — Донецк, 2017. — № 6(31). — С. 45-52.
19. Папаяни Ф. Олигархи как проблема // Славяне. Журнал международной славянской академии. — 2017. — № 3(8), Осень. С. 62-67.
20. Словарь патриота Отечества / сост. П. Ю. Губарев, А. В. Дмитриевский, С. Карамышев (о. Сергий), Д. Е. Муза, А. Б. Ольхин, Ф.А Папаяни, М. В. Руденко, Н. В. Стариков, А. Д. Степанов. — Донецк; СПб.: Луна, 2017. — 152 с.
21. Папаяни Ф. 1917 год — укус варана. 2017 год — попытка смертельного укуса // Революция в России: реальна ли угроза? 1917—2017: Сборник материалов / сост. А. Д. Степанов. — М.: «Достоинство», 2018. — С. 336—339.
22. Папаяни Ф. Традиция, империя, народность как идеологема возрождения // Изборский клуб. Русские стратегии. — 2018. — № 1(57). — С. 44-53.
23. Проханов А., Стариков Н., Папаяни Ф. Словарь патриота Отечества. С предисловием Николая Старикова. — СПб.: Питер, 2019. — 256 с.: ил. — (Серия «Николай Стариков рекомендует прочитать»).
24. Папаяни Ф. Слово для конституции// Актуальные эколого-политологические аспекты современности: сборник научных трудов II научно-практической конференции 3 марта 2020 г. — Донецк: ГОУВПО «ДОННТУ», 2020. — C.84-85.
25. Папаяни Ф. А. Железный закон единовластия // https://iarex.ru/articles/77896.html 12.11.20
26. Папаяни Ф. Идеологический Генштаб. https://izborsk-club.ru/22127 29.12.2021.
27. Папаяни Ф. У каждого нашего врага есть имя и фамилия. https://izborsk-club.ru/23242 25.08.2022.
28. Папаяни Ф. Создать идеологический генштаб // Журнал Изборского клуба — Москва, 2022. — № 5(103). — С. 40-47.
29. Папаяни Ф. Механизм кадровой революции https://izborsk-club.ru/23551 , 15.11.2022.

Публикации в интернет-изданиях широко представлены на сайтах: Изборского клуба (https://izborsk-club.ru/), Русской народной линии (http://ruskline.ru/), ИА REX (https://iarex.ru/articles/), Русского дозора (http://rusdozor.ru/), и других.